# Associação Desportiva Tauá
A Associação Desportiva Tauá é um clube de futebol da cidade de Tauá, no interior do estado do Ceará, fundado em 16 de abril de 2007. Seu escudo é inspirado no do Saad Esporte Clube de São Caetano do Sul.

## Desempenho em competiçoes

### Campeonato Cearense - 2ª divisão
| Ano  | Posição                          |
| 2009 | (não disputou)¹                  |
| 2010 | 6º                               |
| 2011 | 11º (penúltimo lugar, rebaixado) |

¹Foi impedido de participar por conta de incidentes na terceira divisão em 2008

### Campeonato Cearense - 3ª divisão
| Ano  | Posição                    |
| 2007 | 11º                        |
| 2008 | (vice-campeão e promovido) |

## Símbolos

### Mascote

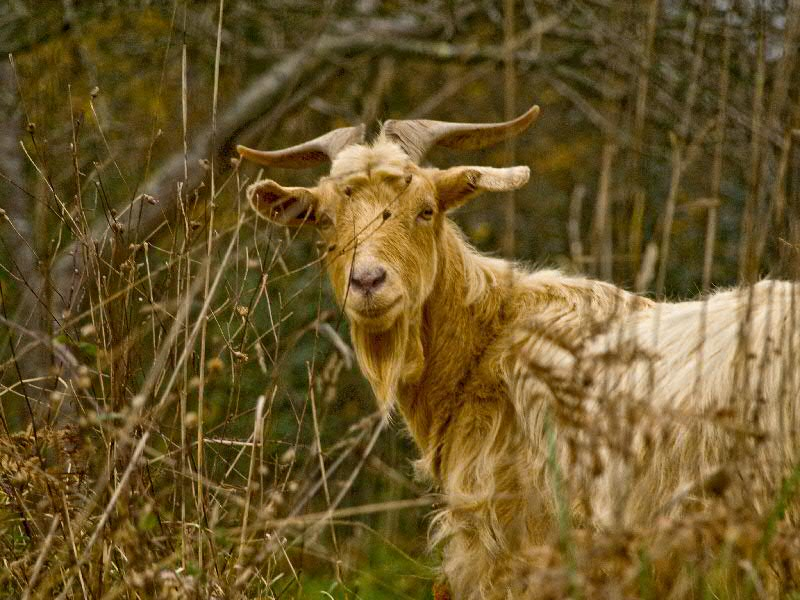
Carneiro dos sertões dos Inhamuns - Mascote da Associação Desportiva Tauá

O mascote da Associação Desportiva Tauá é o Carneiro dos Sertões dos Inhamuns, que também está presente no escudo da associação.

### Uniformes
As cores do uniforme da Associação Desportiva Tauá é o azul, o vermelho e o branco, sendo o 1º uniforme composto por camisa azul, com short vermelho e meiões azuis.
O 2º uniforme é composto por : camisa branca, com short azul e meiões vermelhos.

## Estádio
A Associação Desportiva Tauá manda seus jogos no Estádio Gerardo Feitosa, conhecido como Gerardão.